# Diecezja Fréjus-Toulon
Diecezja Fréjus-Toulon – diecezja Kościoła rzymskokatolickiego w południowej Francji. Powstała w IV wieku jako diecezja Fréjus. W 1801 została zlikwidowana, ale już w 1822 przywrócono ją. 1957 otrzymała nową nazwę, obejmującą również Toulon, gdzie znajduje się obecnie zarówno katedra diecezjalna, jak i kuria biskupia. W 2002 została przeniesiona ze zlikwidowanej wówczas metropolii Aix do nowo powołanej metropolii Marsylii.